# 실레시아 전쟁
실레시아 전쟁, 실레지아 전쟁(독일어: Schlesische Kriege)은 18세기 중반 프로이센(프리드리히 대왕 치하)과 합스부르크 오스트리아(마리아 테레지아 황후 치하) 사이에 중앙 유럽 지역인 실레시아를 차지하기 위해 벌어진 세 차례의 전쟁이다. 슐레지엔 전쟁이라고도 한다. 제1차(1740~1742) 및 제2차(1744~1745) 실레시아 전쟁은 오스트리아 왕위 계승 전쟁의 일부를 이루었으며, 이 전쟁에서 프로이센은 오스트리아를 희생하여 영토 획득을 추구하는 연합에 속했다. 제3차 실레시아 전쟁(1756~1763)은 전 세계적인 7년 전쟁의 무대였으며, 이 전쟁에서 오스트리아는 프로이센 영토를 점령하려는 세력 연합을 이끌었다.
전쟁을 촉발한 특별한 사건은 없었다. 프로이센은 실레시아 일부 지역에 대한 수백 년 된 왕조의 주장을 명분으로 인용했지만, 현실정치와 지정학적 요인도 갈등을 유발하는 역할을 했다. 1713년 실용주의적 제재 하에 마리아 테레지아의 합스부르크 군주제 계승 경쟁은 프로이센이 작센과 바이에른과 같은 지역 라이벌에 비해 자신을 강화할 수 있는 기회를 제공했다.
일반적으로 세 번의 전쟁은 모두 프로이센의 승리로 끝난 것으로 간주되며, 첫 번째 전쟁은 오스트리아가 실레시아 대부분을 프로이센에 할양하는 결과를 가져왔다. 프로이센은 실레시아 전쟁을 통해 유럽의 새로운 강대국이자 프로테스탄트 독일의 선두 국가로 부상했으며, 가톨릭 오스트리아가 약소 독일 세력에 패하면서 합스부르크 왕가의 위신이 크게 손상되었다. 실레시아를 둘러싼 분쟁은 독일어권 민족에 대한 패권을 놓고 오스트리아-프로이센이 더 광범위한 투쟁을 예고했으며, 이는 나중에 1866년 프로이센-오스트리아 전쟁으로 정점에 달했다.

## 같이 보기
- 근황군 (신성 로마 제국)
- 제1차 실레시아 전쟁
- 제2차 실레시아 전쟁
- 제3차 실레시아 전쟁